# Married to the Mob
Married to the Mob is een Amerikaanse komische film uit 1988 van Jonathan Demme, met in de hoofdrollen onder meer Michelle Pfeiffer en Matthew Modine.

## Verhaal
Angela (Michelle Pfeiffer) is getrouwd met maffioso Frank (Alec Baldwin). Wanneer Frank wordt betrapt in een compromitterende situatie met de maîtresse van maffiabaas Tony (Dean Stockwell), laat deze hem ombrengen. Angela besluit om samen met haar zoontje aan het criminele milieu te ontsnappen, maar op Franks begrafenis probeert Tony haar voor zich te winnen. Dit trekt niet alleen de aandacht van Tony's vrouw (Mercedes Ruehl), maar ook van FBI-agenten Ed (Oliver Platt) en Mike (Matthew Modine), die verliefd op haar wordt.

## Rolverdeling
| Acteur            | Personage                     | Opmerkingen            |
| ----------------- | ----------------------------- | ---------------------- |
| Michelle Pfeiffer | Angela de Marco               |                        |
| Alec Baldwin      | Frank "The Cucumber" de Marco | Angela's man, maffioso |
| Matthew Modine    | Mike Downey                   | FBI-agent              |
| Oliver Platt      | Ed(ward) Benitez              | FBI-agent              |
| Dean Stockwell    | Tony "The Tiger" Russo        | maffiabaas             |
| Mercedes Ruehl    | Connie Russo                  | Tony's vrouw           |
| Joan Cusack       | Rose                          |                        |
| Ellen Foley       | Theresa                       |                        |
| Chris Isaak       | "The Clown"                   |                        |